# Association allemande d'espéranto
 (octobre 2020).
Si vous disposez d'ouvrages ou d'articles de référence ou si vous connaissez des sites web de qualité traitant du thème abordé ici, merci de compléter l'article en donnant les références utiles à sa vérifiabilité et en les liant à la section « Notes et références ».
Pour les articles homonymes, voir GEA.
L'Association allemande d'espéranto (en espéranto : Germana Esperanto-Asocio ; en allemand : Deutscher Esperanto-Bund) ou GEA est l'association nationale d'espéranto en Allemagne. Le président actuel, Ulrich Brandenburg, a été élu à ce poste le 4 juin 2017. Il a été ambassadeur de l’Allemagne en Russie et représentant de l’OTAN à Bruxelles et Lisbonne.

## Actions
Elle organise tous les ans depuis sa création un congrès en espéranto (eo) en Allemagne, et son organe de communication est la revue bimestrielle Esperanto aktuell (eo) depuis 1982.

## Histoire
Elle fut fondée en 1906 sous le nom de Société espérantiste allemande (Germana Esperantista Societo). À la suite d'une restructuration elle reçut en 1909 son nom actuel. En 1936, sous la pression de l'État, l'association est dissoute. En 1947, elle fut recréée en RFA.